# ポルスキ・フィアット
ポルスキ・フィアット（Polski FIAT; PF）は、かつてポーランドに存在した乗用車ブランド。このブランドの乗用車は、イタリアのフィアット社からライセンス生産の認可を受けた車種を、ポーランドの工場が製造または組立てて生産したものであった。

## 第二次大戦以前

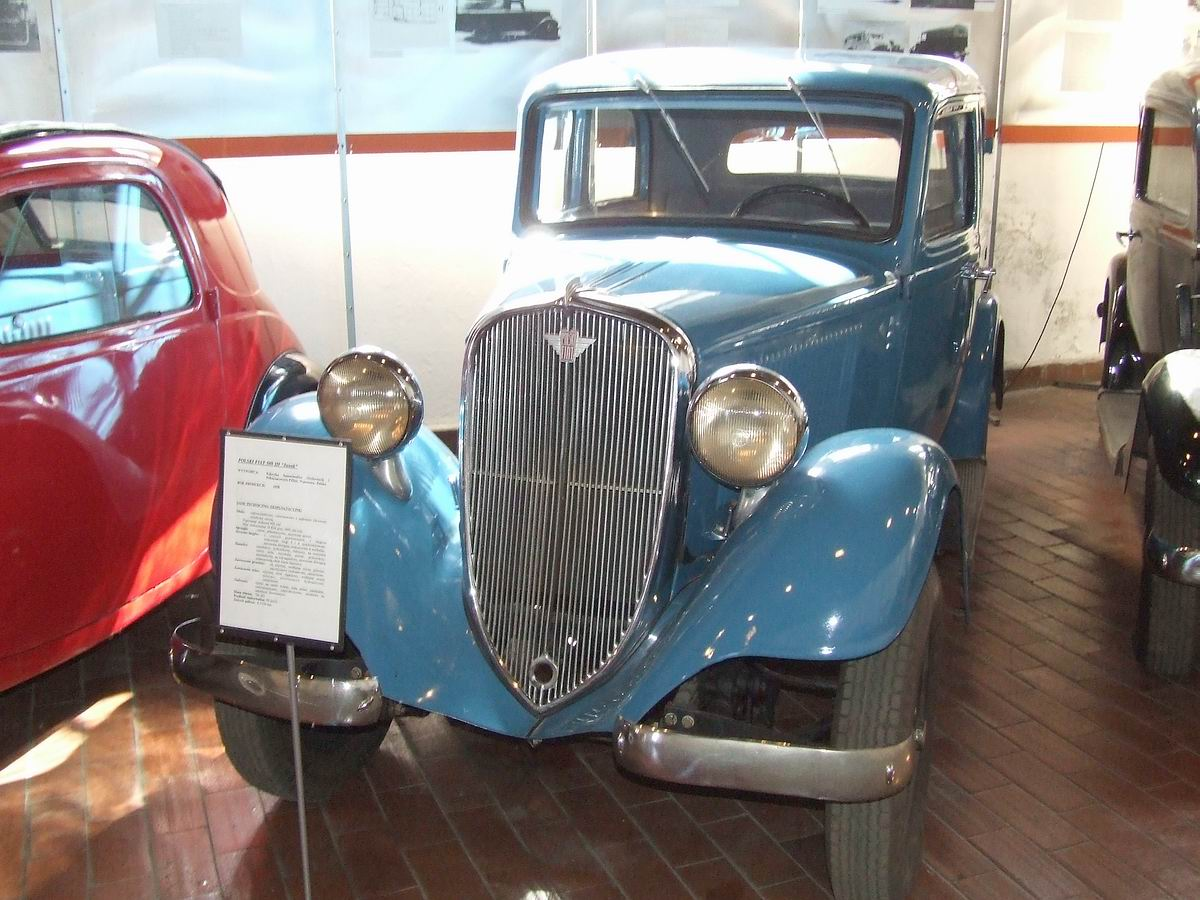
PZInż製造のPolski Fiat 508 III Junak

ポルスキ・フィアットは、国営企業・PZInżのワルシャワにあった自動車工場

で自動車のライセンス製造を行なうために、ポーランド政府がフィアット社と協定を結んだ1932年に生まれた。
ポルスキ・フィアットの車は、新たに設立されたポーランド系イタリア企業のPolski FIAT S. A.（S. A.は(株)の意）によって販売・アフターサービスが行なわれた。ポルスキ・フィアット最初の車である小型車のPF 508/Iは、イタリア製の組立部品の供給を受けてノックダウン生産されていた。だが、その後の車種（フィアット・トポリーノ等）はポーランド国内で組立部品を調達するようになり、1930年代半ば以降のPZInżは全ての自動車製造を行なうようになった。しかし、第二次世界大戦の勃発を受け、ポルスキ・フィアットはドイツがPZInżの各工場を接収した1939年に消滅した。
主な製造車種は以下の通り。なお、PFはポルスキ・フィアット（Polski Fiat）の略称。
- PF 508/III Junak：コンパクトカー。フィアット・508（Fiat 508）のライセンス車。
- PF 518 Mazur：ミドルサイズ車
- PF 618 Grom：1.5tトラック
- PF 621L：2.5tトラック、派生車としてPF 621Rというバスがある

ポーランドで開発された特殊な軍用車種：
- PF 508/IIIW Łazik：乗用オフロード車
- PF 518 Łazik：乗用オフロード車
- PF 508/518：多目的オフロード車、及び軽砲トラクター（PF 508、及びPF 518を基に製造）

## 第二次大戦後

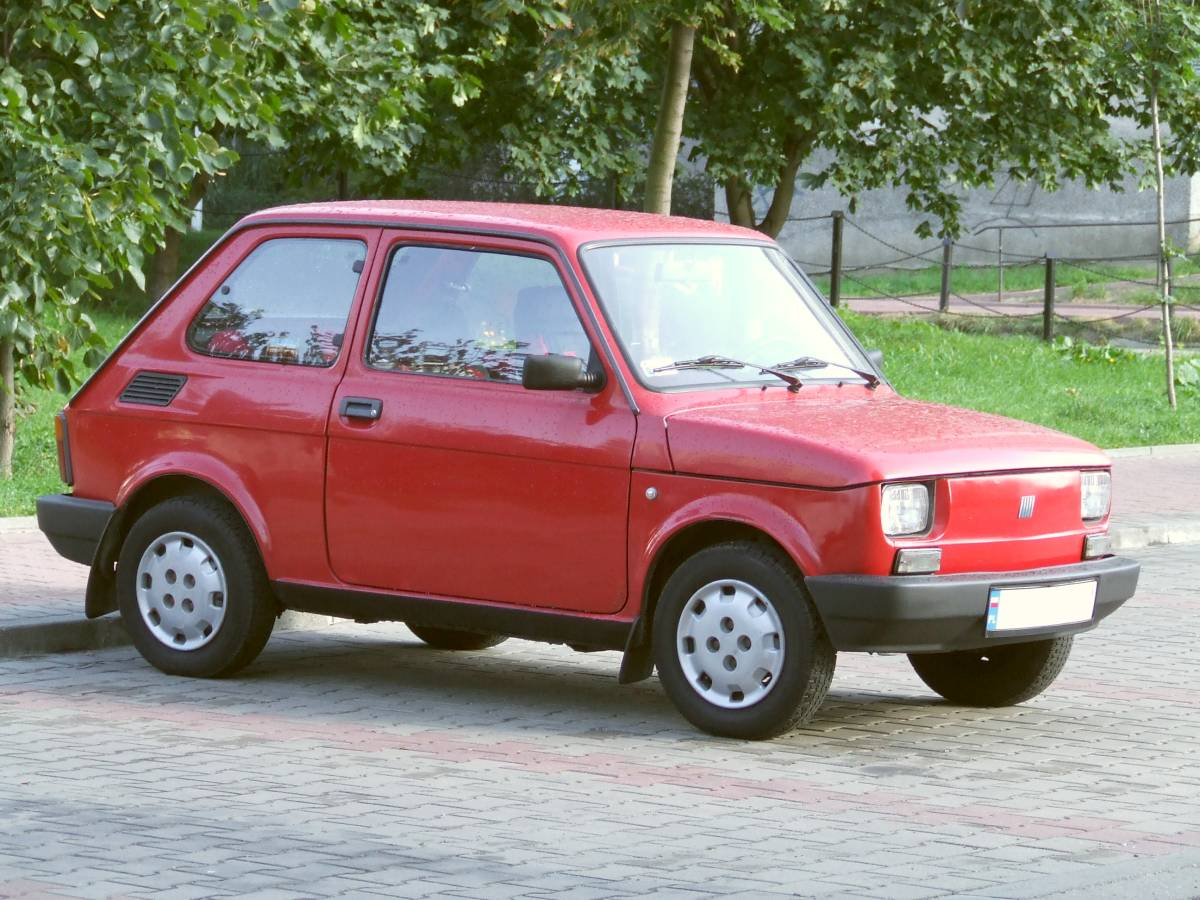
FMS製造のポルスキ・フィアット 126p

1965年、ポーランド政府は自国の自動車工業におけるフィアットとの取引関係を結び直し、フィアット社の自動車モデルをポーランドの国営企業が製造することで合意した。
これにより、ポルスキ・フィアットは自動車ブランドとして復活することが決まり、1967年からフィアット・125（ミドルサイズ車）のライセンス車であるポルスキ・フィアット 125p が、FSO社によって市場へ投入され始めた。当初、FSOは組立部品の供給を受けて125pをノックダウン生産していたが、1968年以降は自社製造を1991年まで続けた。ただし1983年以後は、ライセンス失効を受けてブランド名が「ポルスキ・フィアット」から「FSO」へと替えられている。
他方で、ポーランド政府は小型車であるフィアット・126（Fiat 126）のライセンス製造権も購入し、ライセンス車のポルスキ・フィアット 126pが、1973年から2000年までの間にFSM社の工場で製造された。しかし、一時はFSOとFSMの2社にまたがったポルスキ・フィアットのブランドは、1992年のフィアットのポーランド進出により、FSMがフィアットに買収されたことで消滅した。それ以降のポーランドでは、フィアット社の自動車モデルは、1993年操業開始のフィアット・オート・ポーランド（Fiat Auto Poland）社によって、「フィアット」ブランドで製造・販売されている。

## 脚注

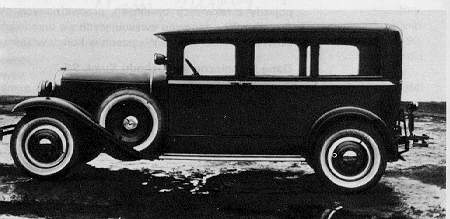
CWS・T-1 Kareta